# Kogiidae
Famille
Les Kogiidés (Kogiidae) forment une famille de cétacés, plus exactement de tout petits cachalots. Ne comptant plus que deux espèces encore vivantes regroupées dans un même genre, elle est parfois placée dans la famille des Physeteridae.

## Liste des taxons inférieurs
- sous-famille Kogiinae
  - genre Aprixokogia †
    - espèce Aprixokogia kelloggi †

  - genre Kogia Gray, 1846
    - espèce Kogia breviceps (Blainville, 1838) - cachalot pygmée
    - espèce Kogia simus (Owen, 1866) - cachalot nain

  - genre Praekogia †
    - espèce Praekogia cedrosensis †
- sous-famille Scaphokogiinae †
  - genre Scaphokogia †
    - espèce Scaphokogia cochlearis † Muizon, 1988